# Anton Furst
Anthony Francis Furst (* 6. Mai 1944 in Wendons Ambo, Großbritannien; † 24. November 1991 in Los Angeles, Kalifornien) war ein US-amerikanischer Filmdesigner. Für seine Gestaltung des Films Batman von 1989 wurde Furst 1990 mit dem Oscar für das „beste Szenenbild“ ausgezeichnet.
Furst besuchte das Royal College of Art in London. Bevor er begann Setdesigns für Spielfilme zu kreieren, machte er sich durch die Einführung von dramatischen Laser- und anderen Lichteffekten unter anderem bei The Who einen Namen in der internationalen Musikszene. Später gestaltete er die Filme Die Zeit der Wölfe (1984), Full Metal Jacket (1987), Batman (1989) und Zeit des Erwachens (1990). Für seine Vision von Batmans Heimatstadt Gotham City wurde Furst mit einem Oscar ausgezeichnet.
1991 beging Furst Suizid, nachdem seine Beziehung zu der Schauspielerin Beverly D’Angelo gescheitert war. Er sprang von der 8. Etage eines Parkhauses in Los Angeles in den Tod. Furst starb am selben Tag wie Eric Carr und Freddie Mercury.